# 內側三角六邊形二十面體
在幾何學中，內側三角六邊形二十面體是一種外觀與大三角六邊形二十面體十分接近的星形二十面體，由20個凹六邊形組成，其參考索引為DU41。其對偶多面體為雙三斜十二面體。
在溫尼爾的著作《對偶模型》（Dual Models）中，將《多面體模型》中提到的第九星形二十面體描述為外觀與這種立體和大三角六邊形二十面體相同:42。在《五十九種二十面體》中亦無明確提及其屬於哪一個立體，但可以根據前後文判斷出其指的是這種立體與大三角六邊形二十面體的其中之一，由於有兩種外觀相同的立體，也因此其中一種與之外觀相同的立體有時被描述為「遺失的星形二十面體」。

## 性質
內側三角六邊形二十面體具有20個面、60條邊和24個頂點，其中12個在外部，另外十二個頂點隱沒在圖形在內部。其外觀與大三角六邊形二十面體十分接近，差別僅在內側三角六邊形二十面體隱沒在圖形在內部的12個頂點在大三角六邊形二十面體中是位於圖形表面。

### 面的組成
內側三角六邊形二十面體的面是一種凹六邊形，且與其他面互相相交、交錯，而分成了十三個部分，其中有三個部分露在外面，同時也是該圖形的尖角，如下圖，以藍色表示；圖形中的黑線為與其他面相交的交線。

### 頂角性質
內側三角六邊形二十面體的頂角有兩種，雖然兩種都是以五個面組成的五面角，但是其組成的方式不同，一種是單純的5個面構成的五面角，另一種是五個面以互相相交的方式構成，其頂點圖為施萊夫利符號計做 {5/2} 的五角星構成。前者對應其對偶多面體雙三斜十二面體中的五邊形面，後者對應其對偶多面體中的五角星面。

## 拓樸正多面體
內側三角六邊形二十面體在拓樸中相當於五階六邊形鑲嵌的商空間，其可以將作為內側三角六邊形二十面體中的凹六邊形面進行拓樸變形成正六邊形而構造出五階六邊形鑲嵌，因此在另外一個索引中也被看作是一種抽象的正多面體：
內側三角六邊形二十面體在拓樸學上由20個六邊形組成，且每個頂點都是5個六邊形的公共頂點，因此在拓樸學上滿足抽象正多面體的定義。然而這種抽象面體若是具象化為內側三角六邊形二十面體則僅能具象化一半的對稱性。這種抽象正多面體可以對應到虧格為9的五階六邊形正則地區圖（施萊夫利符號：{6,5}4），對應的皮特里多邊形為四邊形。
其他四種抽象正多面體為：
| 多面體 | 內側菱形三十面體 | 截半大十二面體        | 內側三角六邊形二十面體 | 雙三斜十二面體        | 凹五角錐十二面體 |
| 種類   | {4,5}6           | {5,4}6                | {6,5}4                 | {5,6}4                | {6,6}6           |
| 頂點圖 | {5}, {5/2}       | (5.5/2)2              | {5}, {5/2}             | (5.5/3)3              |                  |
| 面     | 30個菱形         | 12個五邊形 12個五角星 | 20個六邊形             | 12個五邊形 12個五角星 | 20個六邊形       |
| 鑲嵌   | {4, 5}           | {5, 4}                | {6, 5}                 | {5, 6}                | {6, 6}           |
| χ      | −6               | −6                    | −16                    | −16                   | −20              |

雖然這些形狀在幾何上，面都不是正多邊形，但其每個面的拓樸結構相同，且所有邊等長，因此可以視為每個面都是「抽象的」正多邊形。

## 相關多面體

### 大三角六邊形二十面體
| 名稱       | 大三角六邊形二十面體           | 內側三角六邊形二十面體          |
| 圖像       |                                |                                 |
| 對稱性     | 二十面體群（Ih）               | 二十面體群（Ih）                |
| 參考索引   | DU47, W34, 30/59               |                                 |
| 尤拉示性數 | F = 20, E = 60 V = 32 (χ = -8) | F = 20, E = 60 V = 24 (χ = -16) |
| 面         |                                |                                 |
| 對偶多面體 | 大雙三斜三十二面體             | 雙三斜十二面體                  |
| 星狀圖     |                                |                                 |

### 對偶複合體
內側三角六邊形二十面體與其對偶的複合體為複合雙三斜十二面體內側三角六邊形二十面體。其共有44個面、120條邊和44個頂點，其尤拉示性數為-32，虧格為17，有32個非凸面，在威佐夫記號中以 (3 5/3 | 5) 表示。

## 外部連結
- 埃里克·韦斯坦因. . MathWorld.